# Ariadne murina
Ariadne murina är en fjärilsart som beskrevs av Max Bartel 1905. Ariadne murina ingår i släktet Ariadne och familjen praktfjärilar. Inga underarter finns listade i Catalogue of Life.